# Dagispapporna
Dagispapporna (engelska: Daddy Day Care) är en amerikansk långfilm från 2003 i regi av Steve Carr, med Eddie Murphy, Jeff Garlin, Steve Zahn och Regina King i rollerna. Uppföljaren Kollopapporna släpptes 2007, med Cuba Gooding Jr. i huvudrollen.

## Handling
Charlie Hinton (Eddie Murphy) och hans fru Kim (Regina King) skickar sin son Ben (Khamani Griffin) till den dyra förskolan Chapman Academy. Men när Charlie förlorar jobbet har de inte råd längre. Charlie och hans vän Phil Ryerson (Jeff Garlin) öppnar då en egen förskola: Daddy Day Care. När områdets mammor inser att den nya förskolan är billigare och tar bättre hand om barnen så börjar de flytta sina barn dit. Detta upprör Miss Harridan (Anjelica Huston) som driver Chapman Academy. Hon försöker nu få Daddy Day Care nerstängt.

## Rollista
| Eddie Murphy    | – Charlie Hinton |
| Jeff Garlin     | – Phil Ryerson   |
| Steve Zahn      | – Marvin         |
| Regina King     | – Kim Hinton     |
| Anjelica Huston | – Miss Harridan  |
| Lacey Chabert   | – Jenny          |
| Kevin Nealon    | – Bruce          |
| Jonathan Katz   | – Dan Kubitz     |
| Shane Baumel    | – Crispin        |
| Max Burkholder  | – Max Ryerson    |
| Jimmy Bennett   | – Flash/Tony     |
| Leila Arcieri   | – Kelli          |
| Khamani Griffin | – Ben Hinton     |
| Elle Fanning    | – Jamie          |

## Svenska röster
- Magnum Coltrane Price - Charlie
- Lars Dejert - Phil
- Dennis Granberg - Ben
- Sharon Dyall - Kim
- Jonas Malmsjö - Marvin
- Irene Lindh - Miss Harridan
- Sten Johan Hedman - Mr. Kubitz
- My Holmsten - Peggy
- Anna Nordell - Kelli
- Kim Sulocki - Moroten
- Jan Modin - Bruce
- Jasmine Heikura - Becca
- Alexandra Rapaport - Beccas mamma
- Simon Sjöquist - Crispin
- Eva Röse - Crispins mamma
- Norea Sjöquist - Jamie
- Jennie Jahns - Jamies mamma
- Elina Raeder - Jenny
- Dick Eriksson - Jim
- Annica Smedius - Sheila
- Anna von Rosen - Arg mamma

## Mottagande
Filmen blev en publikframgång, med en budget runt $60 miljoner dollar spelade man in över $164 miljoner. Filmen fick i allmänhet dålig kritik, på Rotten Tomatoes har Dagispapporna 28% positiva recensioner. Aftonbladets recensent Jan-Olov Andersson gav filmen 1/5 och skrev:
| ” | ”Dagispapporna” är ett ”koncept” – världsberömd komiker ihop med gulliga småbarn – i skriande behov av ett manus. | „ |